# Звежинець (Воломінський повіт)
Звежинець (пол. Zwierzyniec) — село в Польщі, у гміні Радзимін Воломінського повіту Мазовецького воєводства.
Населення — 225 осіб (2011).
У 1975-1998 роках село належало до Варшавського воєводства.

## Демографія
Демографічна структура станом на 31 березня 2011 року:
|          | Загалом | Допрацездатний вік | Працездатний вік | Постпрацездатний вік |
| -------- | ------- | ------------------ | ---------------- | -------------------- |
| Чоловіки | 119     | 28                 | 83               | 8                    |
| Жінки    | 106     | 17                 | 70               | 19                   |
| Разом    | 225     | 45                 | 153              | 27                   |